# Robin Sachs
Robin David Sachs, född 5 februari 1951 i Hammersmith i London, död 1 februari 2013 i Los Angeles i Kalifornien, var en brittisk skådespelare, som var aktiv inom teater-, TV- och filmbranschen. Han var också känd för att göra röstjobb inom film- och videospelsbranschen. Bland hans mer kändare roller märks trollkarlen Ethan Rayne i TV-serien Buffy och vampyrerna.
Sachs var son till skådespelarna Leonard Sachs och Eleanor Summerfield, och var den äldsta av deras totalt två söner. Fadern Leonard, som var av judisk familjebakgrund, kom ursprungligen ifrån Sydafrika, men flyttade som tjugoåring år 1929 till Storbritannien, för att där kunna få en karriär som skådespelare. 
Sachs var gift två gånger: med Siân Phillips mellan åren 1979 och 1991 och med Casey DeFranco mellan 1995 och 2006. Sachs dog av en hjärtattack, 61 år gammal.

## Filmografi (i urval)

### Filmer
- 1972 – Vampyrernas cirkus
- 1972 – Henrik VIII och hans sex hustrur
- 1977 – En livsfarlig man
- 1997 – The Lost World: Jurassic Park
- 1997 – Destroyer
- 1999 – Galaxy Quest
- 2001 – Ocean's Eleven
- 2004 – Megalodon
- 2012 – Resident Evil: Damnation (röst, sista filmrollen)

### TV-serier
- 1973 – Herrskap och tjänstefolk (TV-serie)
- 1981 – En förlorad värld (TV-serie)
- 1991 – The Bill (TV-serie)
- 1991 – Rättvisans män (TV-serie)
- 1991 – Dynastin - återföreningen (TV-serie)
- 1993 – Mord och inga visor (TV-serie)
- 1994 – Diagnos mord (TV-serie)
- 1994–1998 – Babylon 5 (TV-serie)
- 1995 – Walker, Texas Ranger (TV-serie)
- 1996 – Mannen som försvann (TV-serie)
- 1996 – Pacific Blue (TV-serie)
- 1996 – Baywatch Nights (TV-serie)
- 1996 – Nash Bridges (TV-serie)
- 1997–2000 – Buffy och vampyrerna (TV-serie)
- 2001 – Star Trek: Voyager (TV-serie)
- 2005 – Alias (TV-serie)
- 2006 – Svampbob Fyrkant (TV-serie) (röst)
- 2011 – Torchwood (TV-serie)
- 2012 – Castle (TV-serie)
- 2012 – NCIS (TV-serie)

### Videospel
- 2003 – Star Wars: Knights of the Old Republic (röst)
- 2003 – Buffy the Vampire Slayer: Chaos Bleeds (röst)
- 2004 – Goldeneye: Rogue Agent (röst)
- 2005 – Tom Clancy's Rainbow Six: Lockdown (röst)
- 2009 – Dragon Age: Origins (röst)
- 2010 – Mass Effect 2 (röst)
- 2010 – Dragon Age: Origins – Awakening (röst)
- 2010 – Kane & Lynch 2: Dog Days (röst)
- 2010 – Majin and the Forsaken Kingdom (röst)
- 2012 – Mass Effect 3 (röst)